# جون مادي
جون مادي (بالإنجليزية: John Madey)‏ (و. 1943 – 2016 م) هو فيزيائي من الولايات المتحدة الأمريكية .

## التعليم
تعلم في معهد كاليفورنيا للتقنية

## جوائز
حصل على جوائز منها:
- قلادة ستيوارت بلنتين.